# Матчи женской сборной России по волейболу 2006
В 2006 году женская сборная России по волейболу приняла участие в трёх официальных турнирах, проводимых под эгидой ФИВБ и ЕКВ.

## Турниры и матчи

### Гран-при
| 18 августа. Гонконг (Китай). Россия — Азербайджан 3:2 (22:25, 21:25, 27:25, 25:23, 15:7). Предварительный этап. 1-й тур. Группа «А» |
| --- |

Россия: Бородакова (7 очков), Соколова (24), Сафронова (13), Гамова (23), Шешенина (3), Меркулова (14), Крючкова — либеро. Выход на замену: Куликова (2), М.Акулова (2), Година, Брунцева, Фатеева.

Азербайджан: Гулиева (О.Пархоменко), Шабовта, Е.Пархоменко, Маммадова, Маммадьярова, Коркмаз, Коротенко — либеро. Выход на замену: Ярмаммадова.
| 19 августа. Гонконг (Китай). Россия — Таиланд 3:1 (25:17, 25:15, 26:28, 25:19). Предварительный этап. 1-й тур. Группа «А» |
| --- |

Россия: Бородакова (12),Брунцева (8), Соколова (17), Сафронова (7), Гамова (18), Шешенина (2), Крючкова — либеро. Выход на замену: Фатеева (1), Куликова (3).

Таиланд: Тинкаов, Апиньяпонг, Хьяпха, Томком, Сангмуанг, Кунтхонг, Букаев — либеро. Выход на замену: Паладсричуви.
| 20 августа. Гонконг (Китай). Россия — Китай 0:3 (15:25, 23:25, 21:25). Предварительный этап. 1-й тур. Группа «А» |
| --- |

Россия: Бородакова (5), Соколова (11), Сафронова (3), Гамова (17), Шешенина (1), Меркулова (4), Крючкова — либеро. Выход на замену: Куликова (2), М.Акулова, Фатеева.

Китай: Ван Имэй, Фэн Кунь, Ян Хао, Лю Яньань, Ли Шань, Сюй Юньли, Чжан На — либеро. Выход на замену: Чу Цзиньлин, Ли Цзюань.
| 25 августа. Сеул (Южная Корея). Россия — Южная Корея 3:1 (25:18, 25:18, 20:25, 25:20). Предварительный этап. 2-й тур. Группа «Е» |
| --- |

Россия: Бородакова (9), Соколова (13), Сафронова (4), Гамова (23), Шешенина (4), Меркулова (14), Крючкова — либеро. Выход на замену: Куликова (10), М.Акулова, Фатеева.

Южная Корея: Ким Са Ни, Хан Сон И, Чжон Дэ Ён, Хван Ён Чжу, Ким Се Ён, Пэ Ю На, Ким Хэ Ран — либеро. Выход на замену: Им Мён Ок, Ким Со Чжи, Гу Ки Лан.
| 26 августа. Сеул (Южная Корея). Россия — Польша 3:2 (25:16, 28:30, 25:16, 24:26, 15:6). Предварительный этап. 2-й тур. Группа «Е» |
| --- |

Россия: Бородакова (10), Соколова (21), Сафронова (8), Гамова (22), Шешенина (3), Меркулова (11), Крючкова — либеро. Выход на замену: Куликова (5), М.Акулова (2), Година (3), Житова (1).

Польша: Подолец, Глинка, Пыця, Бамбер, Ликторас, Скорупа, Зеник — либеро. Выход на замену: Сковроньска, Рознер, Мирек, Бельцик, Пшибиш.
| 27 августа. Сеул (Южная Корея). Россия — Япония 3:0 (25:23, 25:17, 25:21). Предварительный этап. 2-й тур. Группа «Е» |
| --- |

Россия: Бородакова (10), Соколова (12), Гамова (13), Меркулова (6), Куликова (14), М.Акулова (4), Крючкова — либеро. Выход на замену: Житова (2).

Япония: Такэсита, Миюки Такахаси, Сугияма, Араки, Кимура, Отиаи, Сугаяма — либеро. Выход на замену: Ояма.
| 1 сентября. Бангкок (Таиланд). Россия — Южная Корея 3:2 (21:25, 25:22, 25:20, 21:25, 15:7). Предварительный этап. 3-й тур. Группа «Н» |
| --- |

Россия: Бородакова (13), Соколова (15), Гамова (20), Меркулова (11), Куликова (12), М.Акулова (4), Крючкова — либеро. Выход на замену: Сафронова (8), Житова (1), Година (7).

Южная Корея: Ким Са Ни, Хан Сон И, Чжон Дэ Ён, Хван Ён Чжу, Ким Се Ён, Пэ Ю На, Ким Хэ Ран — либеро. Выход на замену: Ким Со Чжи, Гу Ки Лан, Хан Су Чжи, Ким Мён Ок.
| 2 сентября. Бангкок (Таиланд). Россия — Таиланд 3:0 (25:19, 25:20, 27:25). Предварительный этап. 3-й тур. Группа «Н» |
| --- |

Россия: Житова (5), Брунцева (10), Година (22), Сафронова (7), Куликова (14), М.Акулова (4), Крючкова — либеро.

Таиланд: Тинкаов, Апиньяпонг, Хьяпха, Томком, Сангмуанг, Кунтхонг, Букаев — либеро. Выход на замену: Паладсричуви.
| 3 сентября. Бангкок (Таиланд). Россия — США 3:1 (25:22, 20:25, 25:11, 25:23). Предварительный этап. 3-й тур. Группа «Н» |
| --- |

Россия: Бородакова (10), Соколова (19), Гамова (18), Меркулова (14), Куликова (7), М.Акулова (4), Крючкова — либеро. Выход на замену: Година (1), Сафронова (1), Шешенина.

США: Скотт, Хэниф, Берг, Боун, Кроуфорд, Метколф, Дэвис — либеро. Выход на замену: Ли, Коллимор, Бьюсс.
| 6 сентября. Реджо-ди-Калабрия (Италия). Россия — Бразилия 0:3 (15:25, 19:25, 22:25). Финальный этап. Групповой раунд. Группа «В» |
| --- |

Россия: Бородакова (5), Соколова (9), Гамова (13), Меркулова (3), Куликова (1), М.Акулова (1), Крючкова — либеро. Выход на замену: Година (3), Сафронова (9), Шешенина (1), Брунцева (2).

Бразилия: Валевска, Фофао, Фабиана, Сасса, Жаклин, Шейла, Арлен — либеро. Выход на замену: Каролина, Ренатинья, Валескинья.
| 8 сентября. Реджо-ди-Калабрия (Италия). Россия — Япония 3:0 (25:15, 25:22, 29:27). Финальный этап. Групповой раунд. Группа «В» |
| --- |

Россия: Бородакова (9), Соколова (12), Сафронова (5), Гамова (15), Меркулова (8), М.Акулова, Крючкова — либеро. Выход на замену: Година (1), Шешенина (2), Куликова (3), Житова.

Япония: Такэсита, Миюки Такахаси, Араки, Кимура, Ояма, Исикава, Сугаяма — либеро. Выход на замену: Мидори Такахаси.
| 9 сентября. Реджо-ди-Калабрия (Италия). Россия — Италия 3:2 (21:25, 23:25, 25:23, 25:15, 15:10). Финальный этап. Полуфинал |
| --- |

Россия: Бородакова (9), Житова (2), Соколова (10), Сафронова (3), Гамова (33), М.Акулова (3), Крючкова — либеро. Выход на замену: Шешенина, Куликова (11), Меркулова (13), Брунцева, Година (1).

Италия: Риньери, Тогут, Андзанелло, Паджи, Пиччинини, Ло Бьянко, Ди Дженнаро — либеро. Выход на замену: Фьорин, Чентони, Дель Коре, Гуиджи, Даль’Инья.
| 10 сентября. Реджо-ди-Калабрия (Италия). Россия — Бразилия 1:3 (20:25, 20:25, 25:23, 17:25). Финальный этап. Финал |
| --- |

Россия: Бородакова (10), Соколова (12), Гамова (18), Меркулова (4), Куликова (10), М,Акулова (4), Крючкова — либеро. Выход на замену: Шешенина, Сафронова (3), Брунцева, Житова.

Бразилия: Валевска, Фофао, Фабиана, Сасса, Жаклин, Шейла, Арлен — либеро. Выход на замену: Каролина, Ренатинья, Валескинья.
После годичного отсутствия сборная России вернулась в число участников Гран-при. По сравнению с предыдущим сезоном, когда она стала бронзовым призёром на чемпионате Европы, состав команды обновился наполовину. И если в начале розыгрыша сборная не всегда выглядела убедительно, то по ходу турнира команда значительно прибавила во всех компонентах игры. За весь предварительный этап Гран-при российские волейболистки проиграли лишь однажды и заняли второе место.
Финальный турнир проходил в Италии с участием 6 команд и состоял из группового раунда и плей-офф. В своей группе сборная России вчистую уступила Бразилии и так же вчистую переиграла Японию, заняв второе место и выйдя в полуфинал. В полуфинале в упорнейшем поединке была побеждена сборная Италии. Проиграв хозяйкам турнира два первых сета, два следующих Россия выиграла, значительно наращивая по ходу матча своё преимущество. В решающей пятой партии итальянки уже ничего не могли противопоставить российским волейболисткам.
В финале розыгрыша сборная Бразилии переиграла российскую сборную, но этот матч уже кардинально отличался от первой встречи этих же команд на групповой стадии и прежде всего качеством игры россиянок. Таким образом, сборная России стала серебряным призёром Гран-при-2006.

### Отборочный турнир Гран-при 2007
| 26 сентября. Варна (Болгария). Россия — Сербия и Черногория 3:2 (22:25, 25:17, 21:25, 25:18, 15:8). Предварительный этап. Группа «В» |
| --- |

Россия: Бородакова (3), Година (7), Сафронова (18), Гамова (26), Меркулова (10), М.Акулова (2), Крючкова — либеро. Выход на замену: Житова, Брунцева (1), Соколова (10), Шешенина (2).

Сербия и Черногория: Джерисило, Крсманович, Огненович, Читакович, Николич, Спасоевич, Чебич — либеро. Выход на замену: Бракочевич, Весович, Симанич.
| 27 сентября. Варна (Болгария). Россия — Турция 2:3 (25:23, 25:21, 20:25, 21:25, 9:15). Предварительный этап. Группа «В» |
| --- |

Россия: Бородакова (9), Соколова (18), Година (1), Гамова (18), Меркулова (11), М.Акулова (5), Крючкова — либеро. Выход на замену: Брунцева (2), Сафронова (7), Шешенина, Куликова (1).

Турция: Бахар, Озлем, Айсу, Ханикоглу, Эсра, Неслихан, Гюльден — либеро. Выход на замену: Дениз, Элиф, Эда, Седа.
| 28 сентября. Варна (Болгария). Россия — Италия 3:1 (26:28, 25:22, 25:17, 25:18). Предварительный этап. Группа «В» |
| --- |

Россия: Бородакова (10), Соколова (10), Година (20), Гамова (22), Меркулова (11), М.Акулова (6), Крючкова — либеро. Выход на замену: Сафронова.

Италия: Риньери, Тогут, Андзанелло, Паджи, Пиччинини, Ло Бьянко, Кардулло — либеро. Выход на замену: Гуиджи, Ди Дженнаро.
| 1 октября. Варна (Болгария). Россия — Нидерланды 3:0 (25:19, 25:19, 25:21). Финал |
| --------------------------------------------------------------------------------- |

Россия: Бородакова (7), Година (12), Сафронова (9), Гамова (18), Шешенина, Меркулова (12), Крючкова — либеро. Выход на замену: Соколова (1), Куликова.

Нидерланды: Ч.Сталенс, Венсинк, Флир, Фледдерус, И.Виссер, Стам, ван Тинен — либеро. Выход на замену: К.Сталенс, Орсель, Блом, Мейнерс.
В своей предварительной группе сборная России заняла первое место, обеспечив себе участие в Гран-при 2007 года.

### Чемпионат мира
| 31 октября. Саппоро (Япония). Россия — Мексика 3:0 (25:8, 25:11, 25:10). 1-й групповой этап. Группа «В» |
| --- |

Россия: Бородакова (9), Брунцева (5), Соколова (15), Година (8), Гамова (15), М.Акулова, Крючкова — либеро. Выход на замену: Житова, Сафронова (2), Куликова (2), Шешенина, Меркулова.

Мексика: Кортинас, Руис, Барахас, Канделас, Ревуэльта, Родригес, Кордова — либеро. Выход на замену: Чан, Лопес.
| 1 ноября. Саппоро (Япония). Россия — Азербайджан 3:1 (25:19, 25:21, 19:25, 25:20). 1-й групповой этап. Группа «В» |
| --- |

Россия: Бородакова (13), Соколова (23), Година (11), Гамова (22), Меркулова (3), М.Акулова (4), Крючкова — либеро. Выход на замену: Сафронова (1), Куликова (1), Брунцева, Шешенина.

Азербайджан: Гулиева, Шабовта, Е.Пархоменко, Маммадова, Маммадьярова, Коркмаз, Коротенко — либеро. Выход на замену: Коваленко, Ярмаммадова.
| 3 ноября. Саппоро (Япония). Россия — Германия 3:1 (25:22, 25:21, 17:25, 25:23). 1-й групповой этап. Группа «В» |
| --- |

Россия: Бородакова (9), Соколова (21), Година (14), Гамова (11), Меркулова (9), М.Акулова (1), Крючкова — либеро. Выход на замену: Куликова, Сафронова (2), Шешенина.

Германия: Буагаа, Вайсс, Фюрт, Грюн, Тумм, Сушке, Черлих — либеро. Выход на замену: Харт, Козух, Думлер, Бенеке.
| 4 ноября. Саппоро (Япония). Россия — Китай 3:1 (20:25, 25:23, 25:17, 25:12). 1-й групповой этап. Группа «В» |
| --- |

Россия: Бородакова (10), Соколова (17), Година (10), Гамова (29), Меркулова (6), М.Акулова (5), Крючкова — либеро. Выход на замену: Куликова, Брунцева, Шешенина.

Китай: Ван Имэй, Фэн Кунь, Ян Хао, Лю Яньань, Чжоу Сухун, Сюй Юньли, Чжан На  — либеро. Выход на замену: Чжан Пин, Чу Цзиньлин, Ли Шань, Ли Цзюань, Сон Нина.
| 5 ноября. Саппоро (Япония). Россия — Доминиканская Республика 3:1 (25:17, 20:25, 25:18, 25:19). 1-й групповой этап. Группа «В» |
| --- |

Россия: Бородакова (6), Соколова (16), Година (17), Гамова (21), Меркулова (5), М.Акулова (1), Крючкова — либеро. Выход на замену: Сафронова, Житова, Шешенина (3), Куликова.

Доминиканская Республика: Варгас, Ариас, Кабрал, Эченике, Рондон, Родригес, Касо  — либеро. Выход на замену: Баутиста, Каррерас, Ривера.
| 8 ноября. Осака (Япония). Россия — Пуэрто-Рико 3:0 (25:16, 25:10, 25:20). 2-й групповой этап. Группа «F» |
| --- |

Россия: Бородакова (7), Соколова (10), Година (14), Гамова (15), Меркулова (10), М.Акулова (5), Крючкова — либеро. Выход на замену: Куликова.

Пуэрто-Рико: Мохика, Э.Крус, А.Крус, К.Осасио, Ш.Осасио, Дель Валье, Сантьяго — либеро. Выход на замену: Колон, Ортега, Энкарнасьон.
| 9 ноября. Осака (Япония). Россия — Нидерланды 3:0 (25:17, 25:18, 25:16). 2-й групповой этап. Группа «F» |
| --- |

Россия: Бородакова (7), Соколова (20), Година (10), Гамова (11), Меркулова (7), М.Акулова, Крючкова — либеро. Выход на замену: Брунцева.

Нидерланды: Ч.Сталенс, Венсинк, Флир, Фледдерус, И.Виссер, Стам, ван Тинен — либеро. Выход на замену: К.Сталенс, Орсель, Блом, С.Виссер, Мейнерс.
| 11 ноября. Осака (Япония). Россия — США 3:0 (25:20, 25:21, 25:17). 2-й групповой этап. Группа «F» |
| ------------------------------------------------------------------------------------------------- |

Россия: Бородакова (6), Соколова (13), Година (3), Гамова (13), Меркулова (8), М.Акулова (2), Крючкова — либеро. Выход на замену: Куликова, Брунцева, Сафронова (5), Шешенина.

США: Скотт, Хэниф, Боун, Уилкинс, А Моу-Сантос, Метколф, Друри — либеро. Выход на замену: Дэвис, Кроуфорд, Джонс.
| 12 ноября. Осака (Япония). Россия — Бразилия 1:3 (29:27, 14:25, 25:27, 22:25). 2-й групповой этап. Группа «F» |
| --- |

Россия: Бородакова (3), Година (16), Сафронова (8), Гамова (11), Меркулова (14), М.Акулова (2), Крючкова — либеро. Выход на замену: Куликова (3), Шешенина (1), Брунцева.

Бразилия: Валевска, Фофао, Фабиана, Сасса, Жаклин, Шейла, Фаби — либеро. Выход на замену: Каролина, Мари, Ренатинья.
| 15 ноября. Осака (Япония). Россия — Италия 3:0 (25:19, 25:16, 25:20). Полуфинал |
| ------------------------------------------------------------------------------- |

Россия: Бородакова (5), Соколова (21), Година (11), Гамова (14), Меркулова (9), М.Акулова, Крючкова — либеро. Выход на замену: Сафронова, Куликова.

Италия: Риньери, Тогут, Андзанелло, Паджи, Пиччинини, Ло Бьянко, Кардулло — либеро. Выход на замену: Ортолани, Фьорин, Гуиджи, Чентони.
| 16 ноября. Осака (Япония). Россия — Бразилия 3:2 (15:25, 25:23, 25:18, 20:25, 15:13). Финал |
| ------------------------------------------------------------------------------------------- |

Россия: Бородакова (3), Соколова (19), Година (13), Гамова (28), Меркулова (9), М.Акулова (4), Крючкова — либеро. Выход на замену: Сафронова (1), Шешенина, Куликова, Брунцева.

Бразилия: Валевска, Фофао, Фабиана, Сасса, Жаклин, Шейла, Фаби — либеро. Выход на замену: Мари, Карол Гаттаж, Каролина, Ренатинья.
1-й этап чемпионата сборная России прошла без потерь, заняв в своей группе первое место. Особенно важной на этой стадии была победа над олимпийскими чемпионками — волейболистками Китая. Следует отметить, что по ходу первенства российская команда последовательно увеличивала свою игровую мощь и на 2-м групповом этапе розыгрыша в этом сполна убедились сильные команды Нидерландов и США. Уверенные победы над этими соперниками вывели сборную России в полуфинал турнира. И лишь в мало что значившем заключительном матче 2-го группового раунда россиянки уступили сборной Бразилии.
В полуфинале российские волейболистки не оставили никаких шансов действующему чемпиону мира сборной Италии и вышли в финал.
Решающий матч чемпионата между командами России и Бразилии явился украшением соревнований. Высокое мастерство спортсменок, бившие через край эмоции, лихо закрученный сюжет поединка — всё это держало в напряжении волейболисток и зрителей на протяжении пяти сетов. В концовке решающей пятой партии бразильянки добились казалось бы решающего преимущества, поведя 13:11, но после этого очков южноамериканки больше не набирали. В критический момент сработали главные козыри российской команды — мощные подача и блок. Доигровка Гамовой после удачного блокирования бразильской атаки, удар в аут Шейлы, блок Акуловой и атака всё той же Гамовой по переходящему мячу — 15:13 в партии и 3:2 в матче. Сборная России с четвёртой попытки завоёвывает «золото» мирового первенства.

## Итоги
Всего на счету сборной России в 2006 году 28 официальных матчей. Из них выиграно 23, проиграно 5. Соотношение партий 73:35. Соперниками россиянок в этих матчах были национальные сборные 16 стран.
| Турнир                          | И  | В  | П | С/О   | Место |
| ------------------------------- | -- | -- | - | ----- | ----- |
| Гран-при                        | 13 | 10 | 3 | 31:20 | 2-е   |
| Отборочный турнир Гран-при-2007 | 4  | 3  | 1 | 11:6  | 1-е   |
| Чемпионат мира                  | 11 | 10 | 1 | 31:9  | 1-е   |

## Состав
В скобках после количество игр указано число матчей, проведённых волейболисткой в стартовом составе + в качестве либеро.
| №  | Игрок             | Год рождения | Амплуа      | Клуб                | Турниры и игры | Турниры и игры | Турниры и игры | Всего матчей |
| №  | Игрок             | Год рождения | Амплуа      | Клуб                | ГП             | ОГП            | ЧМ             | Всего матчей |
| -- | ----------------- | ------------ | ----------- | ------------------- | -------------- | -------------- | -------------- | ------------ |
| 1  | Мария Бородакова  | 1986         | центральная | «Динамо» М          | 12 (12)        | 4 (4)          | 11 (11)        | 27 (27)      |
| 2  | Ольга Житова      | 1983         | центральная | «Динамо» МО         | 7 (2)          | 1              | 2              | 10 (2)       |
| 4  | Мария Брунцева    | 1980         | центральная | «Стинол»            | 6 (2)          | 2              | 7 (1)          | 15 (3)       |
| 5  | Любовь Соколова   | 1977         | нападающая  | «Групо-2005» Мурсия | 12 (12)        | 4 (2)          | 10 (10)        | 26 (24)      |
| 6  | Елена Година      | 1977         | нападающая  | «Динамо» М          | 8 (1)          | 4 (4)          | 11 (11)        | 23 (16)      |
| 7  | Наталья Сафронова | 1979         | нападающая  | «Заречье-Одинцово»  | 12 (8)         | 4 (2)          | 8 (1)          | 24 (11)      |
| 9  | Светлана Крючкова | 1985         | либеро      | «Стинол»            | 13 (0+13))     | 4 (0+4)        | 11 (0+11)      | 28 (0+28)    |
| 11 | Екатерина Гамова  | 1980         | нападающая  | «Динамо» М          | 12 (12)        | 4 (4)          | 11 (11)        | 27 (27)      |
| 12 | Марина Шешенина   | 1985         | связующая   | «Уралочка»-НТМК     | 10 (5)         | 3 (1)          | 8              | 21 (6)       |
| 13 | Ольга Фатеева     | 1984         | нападающая  | «Заречье-Одинцово»  | 4              |                |                | 4            |
| 16 | Юлия Меркулова    | 1984         | центральная | «Заречье-Одинцово»  | 11 (10         | 4 (4)          | 11 (10)        | 26 (24)      |
| 17 | Наталья Куликова  | 1982         | нападающая  | «Самородок»         | 13 (6)         | 2              | 10             | 25 (6)       |
| 18 | Марина Акулова    | 1985         | связующая   | «Самородок»         | 12 (8)         | 3 (3)          | 11 (11)        | 26 (22)      |

- Главный тренер — Джованни Капрара.
- Тренер — Ирина Кириллова.

Всего в 2006 году в составе сборной России в официальных турнирах играло 13 волейболисток.

## Другие турниры
- Beilun Cup. 26—28 мая.  Нинбо

Куба 0:3, Китай 1:3, Нидерланды 0:3. Итог — 4-е место.
- Baxy Cup. 1—3 июня.  Пекин

Куба 2:3, Нидерланды 1:3, Китай 2:3. Итог — 4-е место.
- Volley Masters. 6—11 июня.  Монтрё

Групповой этап — Китай 1:3, Германия 1:3, Куба 1:3.
Полуфинал за 5-8 места — Япония 1:3. Итог — 7—8-е место.
- Кубок первого президента России Б. Н. Ельцина по волейболу. 7—12 июля.  Екатеринбург, Нижний Тагил.

Групповой этап — Россия-2  3:0, Азербайджан 3:0, Нидерланды 3:1.
Полуфинал — Турция 3:0. Финал — Китай 2:3. Итог — 2-е место.
- Alassio Cup. 15—18 октября.  Алассио

Групповой этап — Италия 2:3, Сербия 1:3, Перу 3:1.
Матч за 3-е место — Перу 3:0. Итог — 3-е место.
В первых трёх турнирах сборная России выступала в экспериментальном составе.